# Плазмідний вектор pUC19

Карта плазмідного вектора pUC19

pUC19 — плазмідний вектор, створений Йоахімом Мессінгом та іншими. Позначення «pUC» походить від першої літери «p» слова «plasmid» (що буквально означає «плазміда») і абревіатури назви Каліфорнійського університету (англ. The University Of California), де проводилися ранні роботи над цією серією плазмід. pUC19 — це кругла дволанцюгова молекула ДНК, яка має 2686 пар основ. Плазміда широко використовується як рекомбінантна молекула ДНК, оскільки рекомбінанти, або клітини, в які була введена чужорідна ДНК, можна легко відрізнити від нерекомбінантних на основі кольорових відмінностей колоній, які проявляються на середовищі росту. Вектор pUC18 схожий на pUC19, але відрізняється  інвертованими послідовностями сайтів рестрикції у полілінкері MCS (англ. multiple cloning site). ДНК pUC19 виділяють з E.coli і очищають подвійним ультрацентрифугуванням через градієнт хлориду цезію в присутності броміду етидію.

## Будова
Вектор pUC19 містить N-кінцевий фрагмент гена lacZ кишкової палички, що кодує β-галактозидазу, яка здатна розщеплювати глікозидний зв'язок. Сайт (ділянка) множинного клонування, або полілінкер (MCS) локалізується на кодонах 6-7 гена lacZ, забезпечуючи багато сайтів ендонуклеаз рестрикції. Вектор pUC19 також кодує ген стійкості до ампіциліну (amp R) завдяки ферменту β-лактамазі, який здатний руйнувати ампіцилін та знижувати його токсичність для клітини-хазяїна.
Сайт ori (місце ініціації реплікації), походить від плазміди pMB1. Вектор pUC19 невеликий, висококопійний, яке пов'язане із відсутністю гена rop та з наявністю одноточкової мутації pMB1 в сайті ori. Також pUC19 має специфічні сайти розпізнавання рестрикції які були отримані з вектора M13mp19, а саме: HindIII — сайт специфічної дезоксирибонуклеази, ізольованої з Haemophilus influenzae яка розщеплює паліндромний фрагмент AAGCTT ДНК;  PstI — це ендонуклеаза рестрикції типу II, виділена з грамнегативного виду бактерій Providencia stuartii. Вона розщеплює ДНК в послідовності розпізнавання 5'-CTGCA / G-3 ', генеруючи фрагменти з 3'-згуртованими кінцями; а також інші ендонуклеази SalI, XbaI, BamHI, SmaI, KpnI, SacI and EcoRI.
Ділянки розпізнавання для ферментів рестрикції HindIII, SphI, PstI, SalI, XbaI, BamHI, SmaI, KpnI, SacI і EcoRI одержані із вектора M13mp19.

## Функції
Плазміда вводиться у бактеріальну клітину за допомогою процесу " трансформації ", де вона може розмножуватися і експресуватися. Однак, через наявність MCS та декількох сайтів рестрикції, чужорідний фрагмент ДНК може бути введений області MCS. Клітини, які прийняли плазміду, можна диференціювати від клітин, які не сприйняли плазміду, вирощуючи їх на матриці (субстраті) з ампіциліном. В такому випадку виживуть лише клітини з плазмідою, що містить ген стійкості до ампіциліну (amp R). Трансформовані клітини, що містять плазміду з ampR геном, можна відрізнити також за кольором колоній, які вони утворюють на агаровому носії, доповненому IPTG та X-gal.Рекомбінанти є білими, тоді як нерекомбінантні — блакитними.

Схематичне зображення молекулярного механізму утворення рекомбінантних клітин

Фрагмент гена lac Z, синтез якого може бути індукований ізопропіл-β-D-1-тіогалактопіранозидом (ІПТГ), який застосовується для контрольованої індукції експресії генів, що знаходяться під контролем lac оператора, здатний до внутрішньоалельної комплементації з дефектною формою ферменту β-галактозидази, кодованої хромосомою-хазяїном (мутація lacZDM15 в штамах E. coli JM109, DH5α та штами XL1-Blue) За наявності ІПТГ у середовищі росту бактерії синтезують обидва фрагменти ферменту, які можуть разом гідролізувати X-gal (5-бром-4-хлор -3-індоліл — бета — D-галактопіранозид –індикатор β -галактозидази) і утворювати сині колонії .
Введення чужорідної ДНК в область полілінкера MCS, що розташована в межах гена lac Z, спричиняє інактивацію цього гена на N-кінцевому фрагменті β-галактозидази та скасовує внутрішньоалельну комплементацію. Таким чином бактерії, що несуть рекомбінантні плазміди в MCS, не можуть гідролізувати X-gal, утворюючи білі колонії.
Тому використовуваний носій повинен містити ампіцилін, ІПТГ та Х-gal .

## Використання в дослідженнях
Завдяки широкому використанню вектором клонування в наукових дослідженнях та промисловості, pUC19 часто використовується в дослідженнях як модельна плазміда.